# One Penn Plaza
Penn 1, früher One Penn Plaza, Branding: PENN 1, ist ein 57-stöckiger Wolkenkratzer  auf der West Side von Manhattan in New York City, USA. Der Büroturm ist das höchste Gebäude im Pennsylvania Plaza-Komplex, der aus Bürogebäuden, Hotels und Unterhaltungseinrichtungen besteht.

## Beschreibung

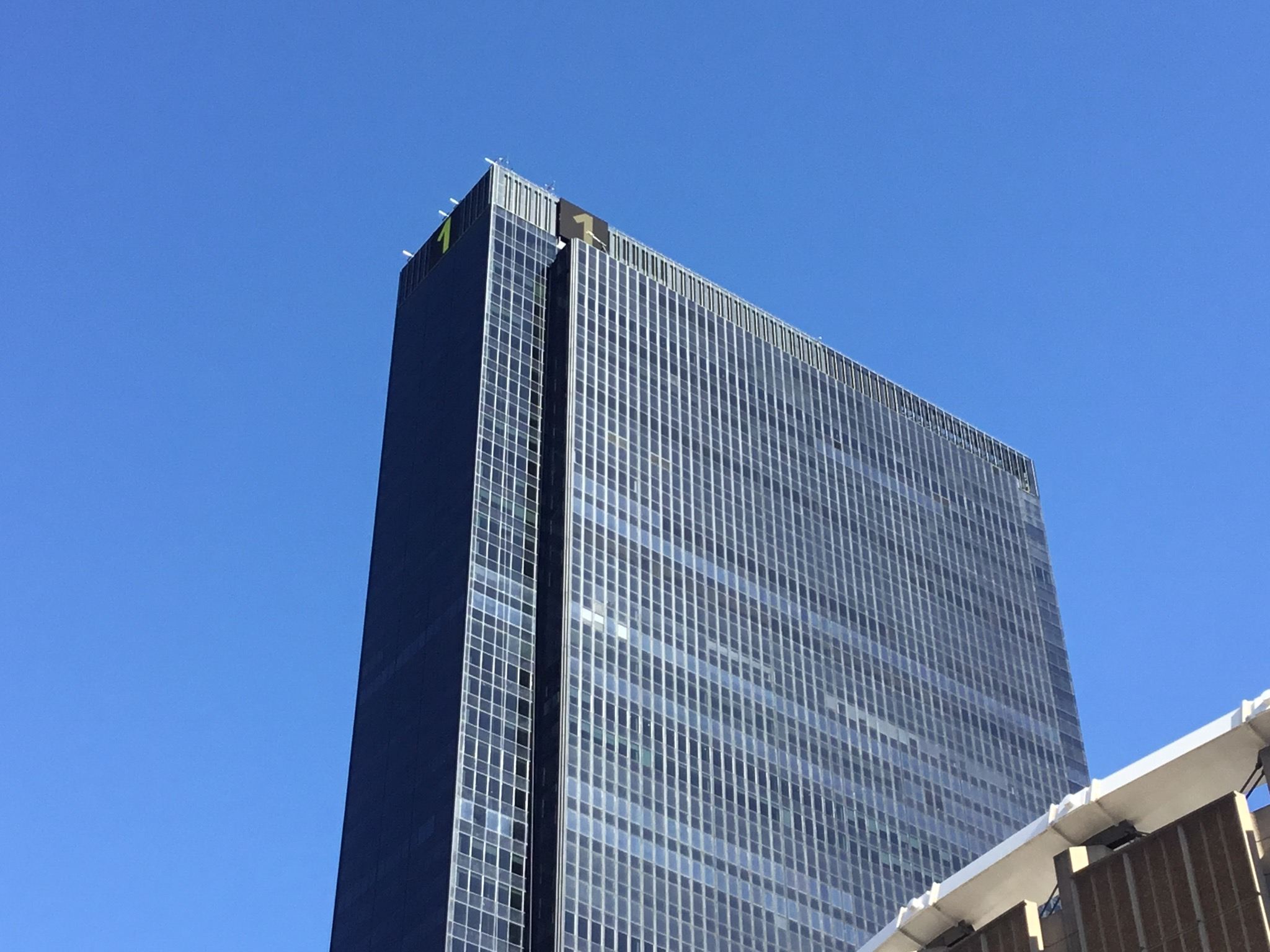
Ansicht von Februar 2023

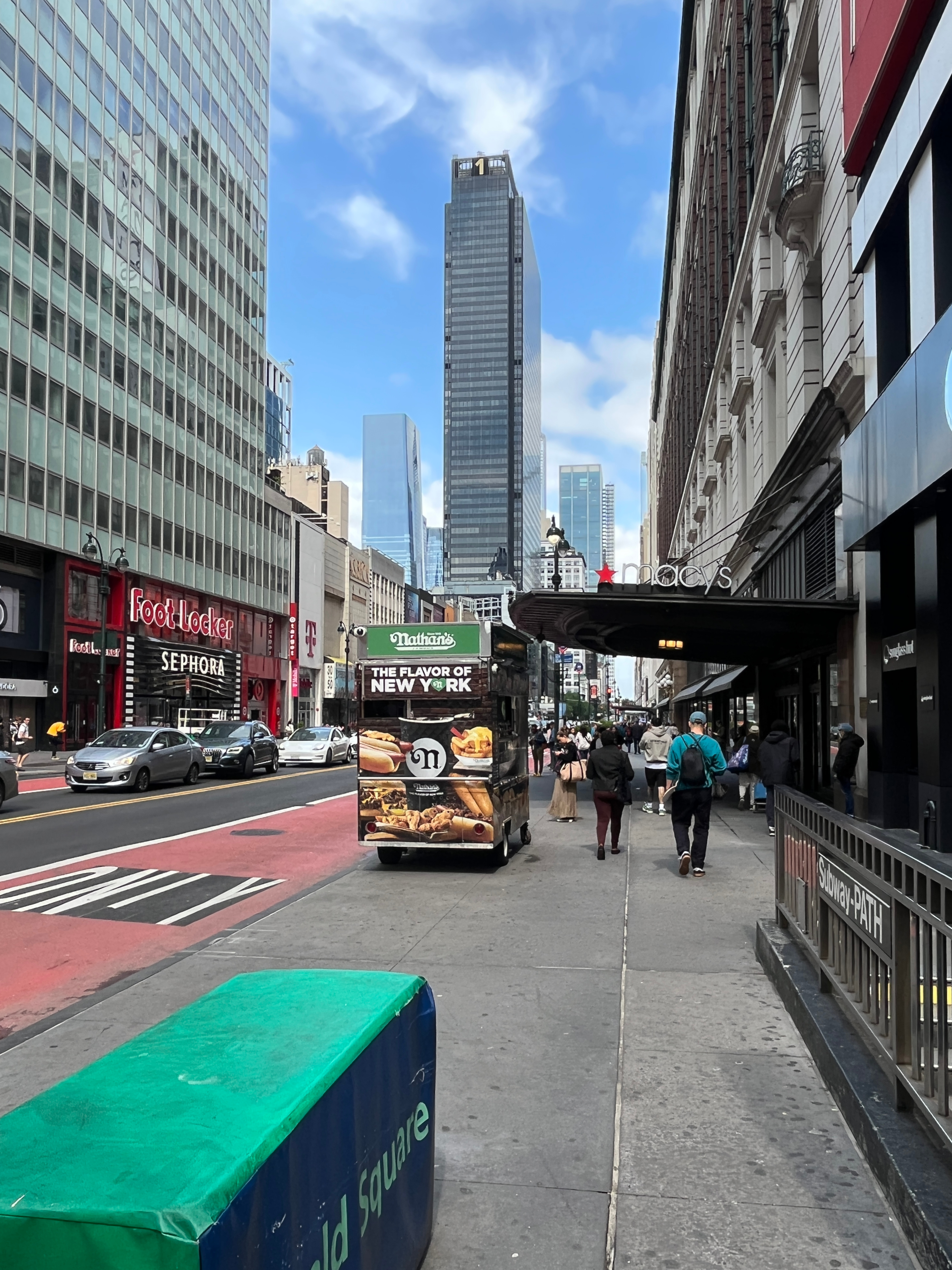
Blick von der 34th Street auf Penn 1 im Mai 2023

Der Wolkenkratzer befindet sich in Midtown Manhattan zwischen der Seventh Avenue und Eight Avenue sowie der West 33rd und 34th Street. Er steht getrennt von der 33rd Street direkt neben der Pennsylvania Station und dem Madison Square Garden. Ein bekanntes Nachbargebäude ist der 171 m hohe Art-déco-Wolkenkratzer Nelson Tower. Ein Block östlich liegt der Herald Square mit dem Kaufhaus Macy’s.
Penn 1 wurde von Kohn & Jacobs entworfen und von 1970 bis 1972 erbaut. Das 228,6 Meter (750 Fuß) hohe Gebäude weist drei Rücksprünge in der 7., 14. und 55. Etage auf und ist mit einer Fassade aus grauem Solarglas und eloxiertem Aluminium ausgestattet. Der 57 Etagen umfassende Turm verfügt über fünf Eingänge mit dem Haupteingang in der 34th Street und beherbergt zum größten Teil Büros, die mit den 44 Fahrstühlen im Gebäude erreicht werden können. Das Gebäude bietet unterirdische Verbindungen zur Long-Island-Rail-Road-Halle der Penn Station.
Der Wolkenkratzer war bis 1998 im Besitz von Helmsley-Spear Inc., die ihn dann für 420 Millionen US-Dollar an den derzeitigen Eigentümer Vornado Realty Trust verkauften. Gebäude und Lobby wurden 1995 einer Renovierung unterzogen. Von 2019 bis 2022 erfuhr das Bürohochhaus für 200 Millionen US-Dollar eine weitere Renovierung und umfassende Umgestaltung, die eine Neugestaltung der Eingänge, der Lobby und Büroetagen umfassen. Vornado Realty Trust benannte 2021 das Gebäude in Penn 1 um. Das Branding ist PENN 1.
Der Bürohochhaus ist eines von 42 Gebäuden in Manhattan, die 2019 eine eigene Postleitzahl (Zip Code) erhielten. Der One Penn Plaza wurde der ZIP-Code „10119“ zugewiesen. In der Nachhaltigkeit hat das U.S. Green Building Council dem Gebäude die LEED Gold-Zertifizierung verliehen.